# Isopenicillina-N N-aciltransferasi
La isopenicillina-N N-aciltransferasi è un enzima appartenente alla classe delle transferasi, che catalizza la seguente reazione:
fenilacetil-CoA + isopenicillina N + H2O ⇄ CoA + penicillina G + L-2-amminoesanedioato
La reazione avviene mediante un processo a due fasi, attraverso l'acido 6-amminopenicillanico. È diversa dalla penicillina amidasi (numero EC 3.5.1.11).